# Театры военных действий Австро-прусско-итальянской войны

## Богемский (чешский) театр
Пруссия сосредоточила в Богемии, на границе с Австрией армию численностью 278 000 человек при поддержке 800 орудий. Поскольку Австрии пришлось выделить значительные силы (к началу войны около 80 тысяч человек) на Итальянский театр, пруссаки получили на Богемском театре некоторое численное превосходство — 278 000 человек против 261 000, составлявших австрийскую Северную армию (включая отступивший в Богемию саксонский корпус; союзная с Австрией Бавария войск в Богемию не посылала). Во главе прусской армии стоял король Вильгельм I, фактически же операциями руководил генерал Х. Мольтке (Старший). Австрийской Северной армией командовал генерал Л. Бенедек.
Стратегическое развёртывание против Саксонии и Австрии было осуществлено по дуге протяжением свыше 250 км тремя армиями: 2-я армия (командующий кронпринц Фридрих Вильгельм) в Силезии — между городом Бреслау (Вроцлав) и рекой Нейсе (Ниса), 1-я армия (командующий принц Фридрих Карл) в районе Гёрлица и Эльбская армия (генерал Херварт фон Биттенфельд) в районе Торгау. В дальнейшем Эльбскую армию возглавлял Фридрих Карл. Главные силы австрийской Северной армии, сосредоточенные сначала в укреплённом районе Ольмюц (Оломоуц), двинулись 18 июня в район крепостей Йозефштадт (Яромерж) и Кёниггрец (Градец-Кралове) в Богемии. Прусское главнокомандование дало 22 июня директиву о концентрическом вторжении в Богемию с целью соединения в районе Гичина (Йичин). Медленность продвижения австрийской армии дала возможность пруссакам преодолеть горные проходы. В ряде главным образом встречных боёв, прусские войска имели успех. Австрийская армия отошла к Йозефштадту, а затем к Кёниггрецу.

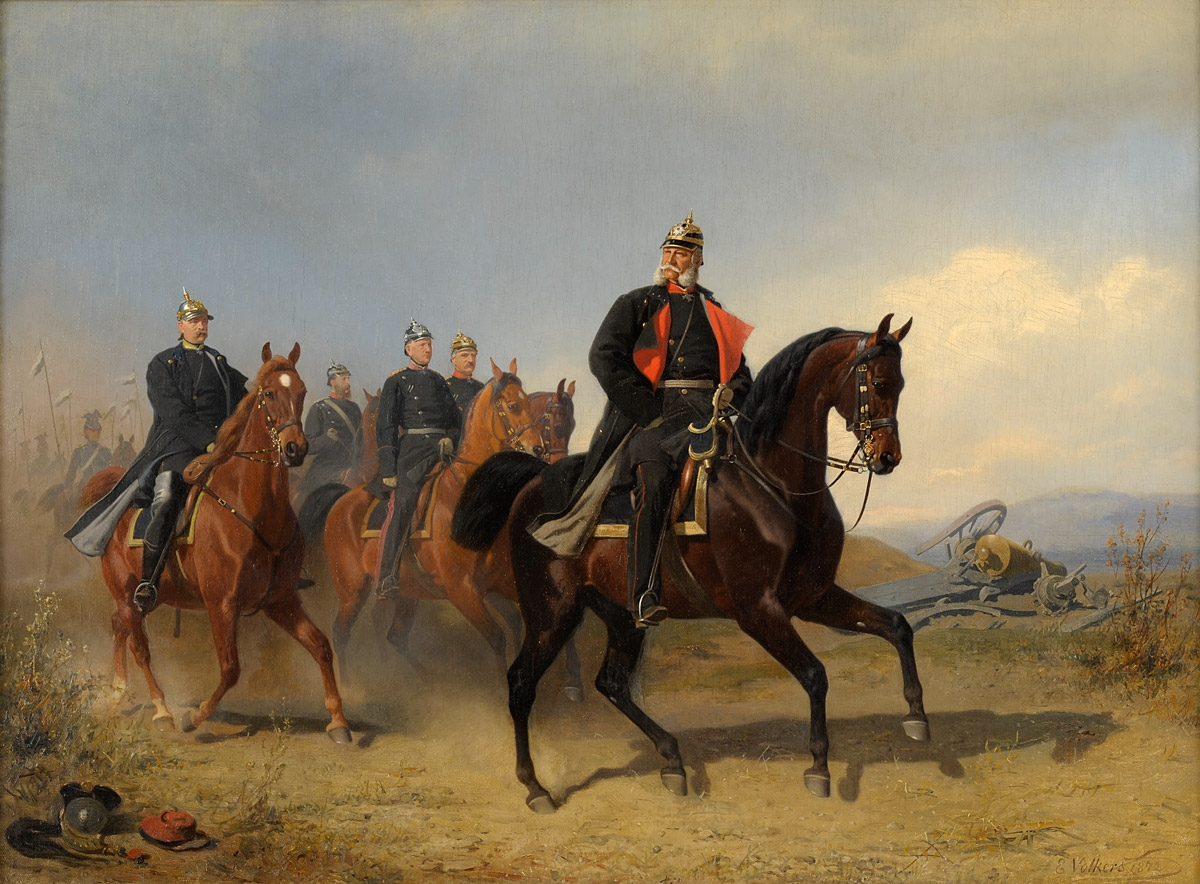
Вильгельм I с О. Бисмарком и Х. Мольтке Старшим

Ведя боевые действия сразу на два фронта, австрийские войска вынуждены были начать отступление. Главнокомандующий войсками Австрии генерал Бенедек опоздал с развёртыванием своих сил и вынужден был догонять неприятеля. После нескольких частных столкновений, не давших решающего успеха ни одной из сторон, две армии сошлись у Кёниггреца. До этого, 27—29 июня при Лангензальце прусская армия разбила союзную австрийцам ганноверскую армию. 3 июля произошла битва при Садовой, кардинально повлиявшая на ход войны. Быстрое продвижение прусской армии создало угрозу потери Венгрии. Вскоре пруссаки приблизились к Вене. В дальнейшем Бисмарк категорически отказывался от взятия Вены, хотя на этом настаивали монарх и генералы. Это могло обернуться для Пруссии крупными политическими неприятностями с сомнительными выгодами от самого захвата покинутого австрийским правительством города. Парады канцлера не интересовали. Такие действия прусской армии вынудили правительство Австрии прекратить сопротивление и обратиться за предложением о мире.

## Итальянский (южный) театр
Италия мобилизировала 200 000 солдат, разделив свои силы на две армии — первую, под командованием премьер-министра генерала Альфонсо Ламарморы, и вторую, из восьми дивизий, под командованием генерала Энрико Чальдини. Обе были развёрнуты в низовьях реки По, и по идее готовы к совместным действиям. Однако, поскольку ни один командующий не хотел играть второстепенную роль, и вести отвлекающие действия, каждый повёл свою собственную войну. Вступлением итальянских войск в Венецианскую область (20 июня) началась Третья война за независимость Италии. Главные силы итальянской армии (120 000 человек) короля Виктора Эммануила под командованием А. Ф. Ламарморы 23 июня начали наступление от реки Минчо на Верону, оставив сильный резерв в Мантуе. Корпус генерала Э. Чальдини (90 000 человек) должен был атаковать из района Феррары, Болоньи во фланг и тыл австрийской армии. Чальдини, перед которым находился лишь один австрийский батальон, не предпринял активных действий, в частности — из-за крайне пессимистического тона присланного ему донесения. Австрийское командование, вынужденное вести войну на два фронта, выставило против Италии Южную армию (78 000 человек, кроме гарнизонов крепостей), которая под командованием А. Ф. Рудольфа развернулась юго-восточнее Вероны и 24 июня перешла в наступление. В битве при Кустоце (24 июня) итальянцы понесли тяжёлое поражение. Потеряв до 10 000 человек убитыми, ранеными и пленными, итальянская армия отошла за реку Ольо. Лишь Гарибальди попытался пройти в долину Трентино, но был остановлен Ламарморой, приказавшим Гарибальди прикрывать северный фланг его отступающей после поражения при Кустоце армии. 3 июля австрийцы были разбиты пруссаками при Садовой и вынуждены были перебросить значительные силы с итальянского театра в Богемию. Это позволило итальянцам перейти в наступление в Венецианской области и Тироле, где успешно сражался против австрийских войск Дж. Гарибальди. 26 июля итальянские войска достигли реки Изонцо. Пока Чальдини двигался за реку По, Гарибальди удалось достичь некоторого успеха против генерала Ф. Куна при Бецекке.

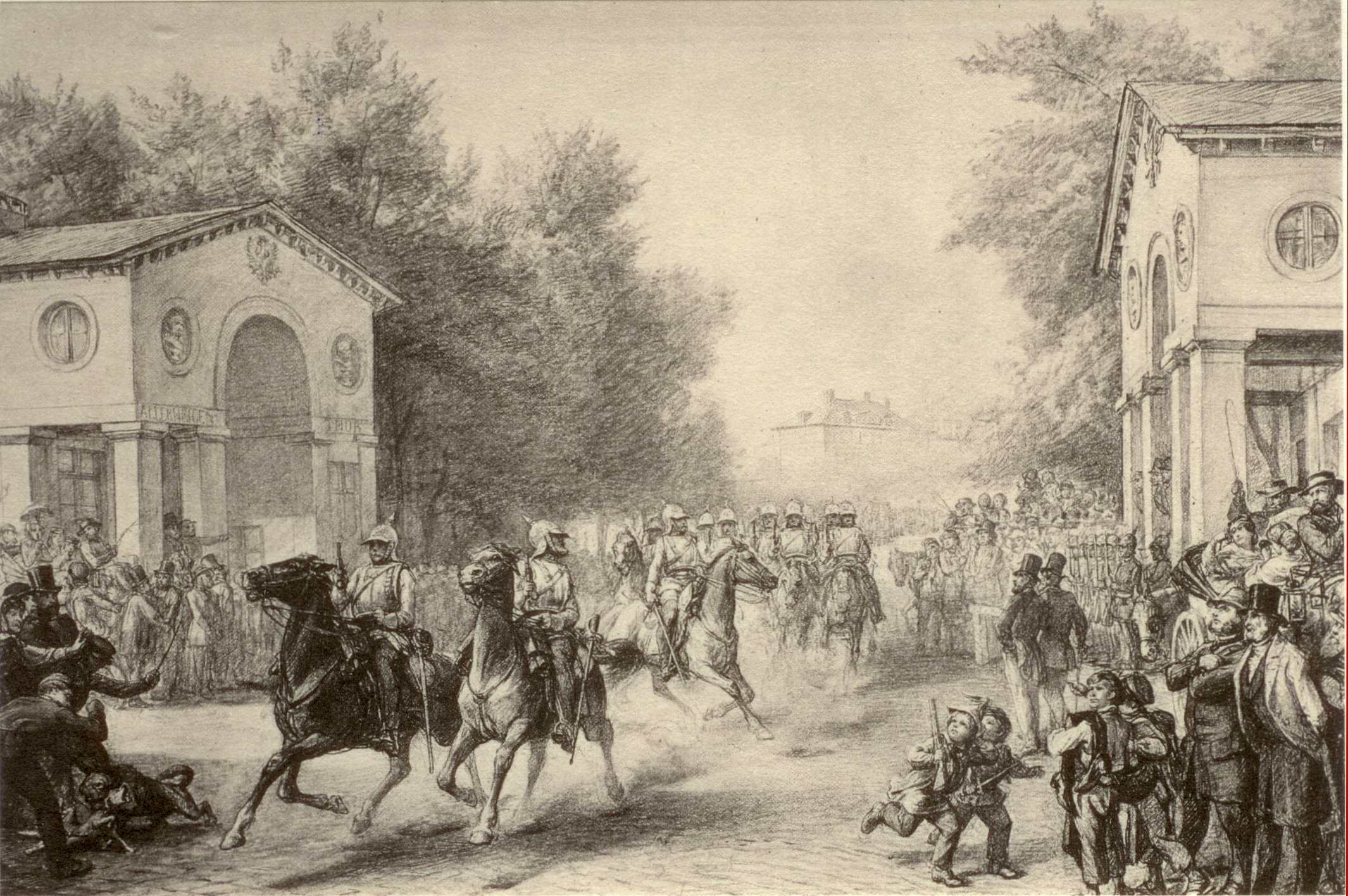
Einmarsch preußischer Truppen in der Freien Stadt Frankfurt am 16. Juli 1866 Bleistiftzeichnung von Johann Heinrich Hasselhorst. Historisches Museum, Frankfurt am Main
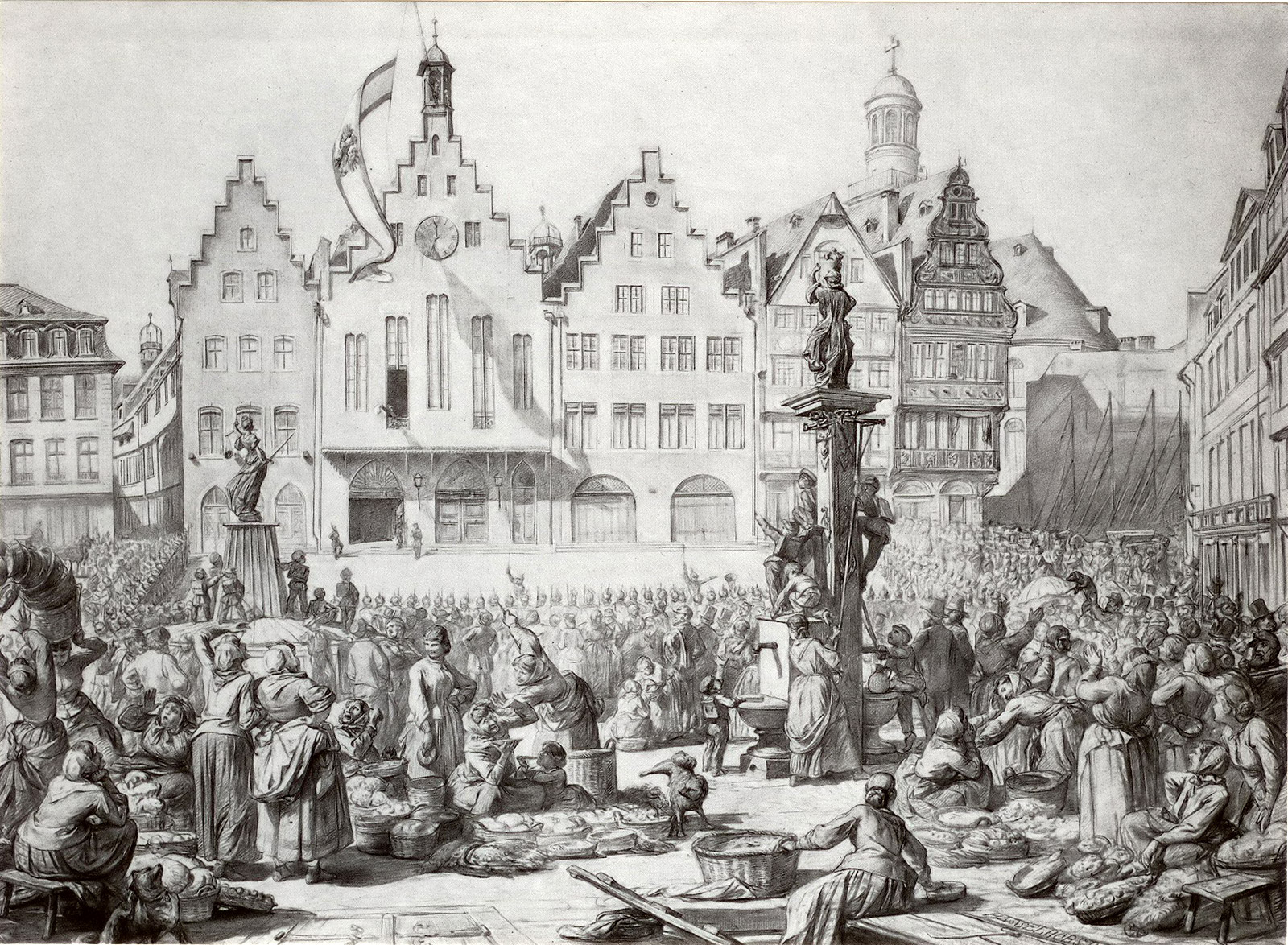
Frankfurt am Main, Germany de: Proklamation der Annexion der Freien Stadt Frankfurt durch Preußen am 8. Oktober 1866 Bleistiftzeichnung von Johann Heinrich Hasselhorst. Historisches Museum, Frankfurt
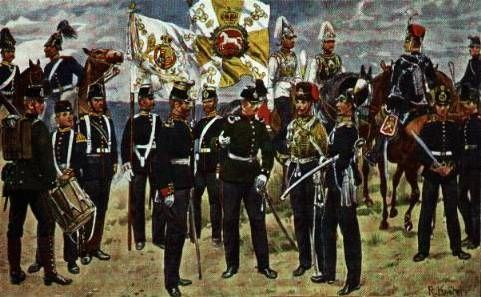
annoveraner 1866 nach Richard Knötel
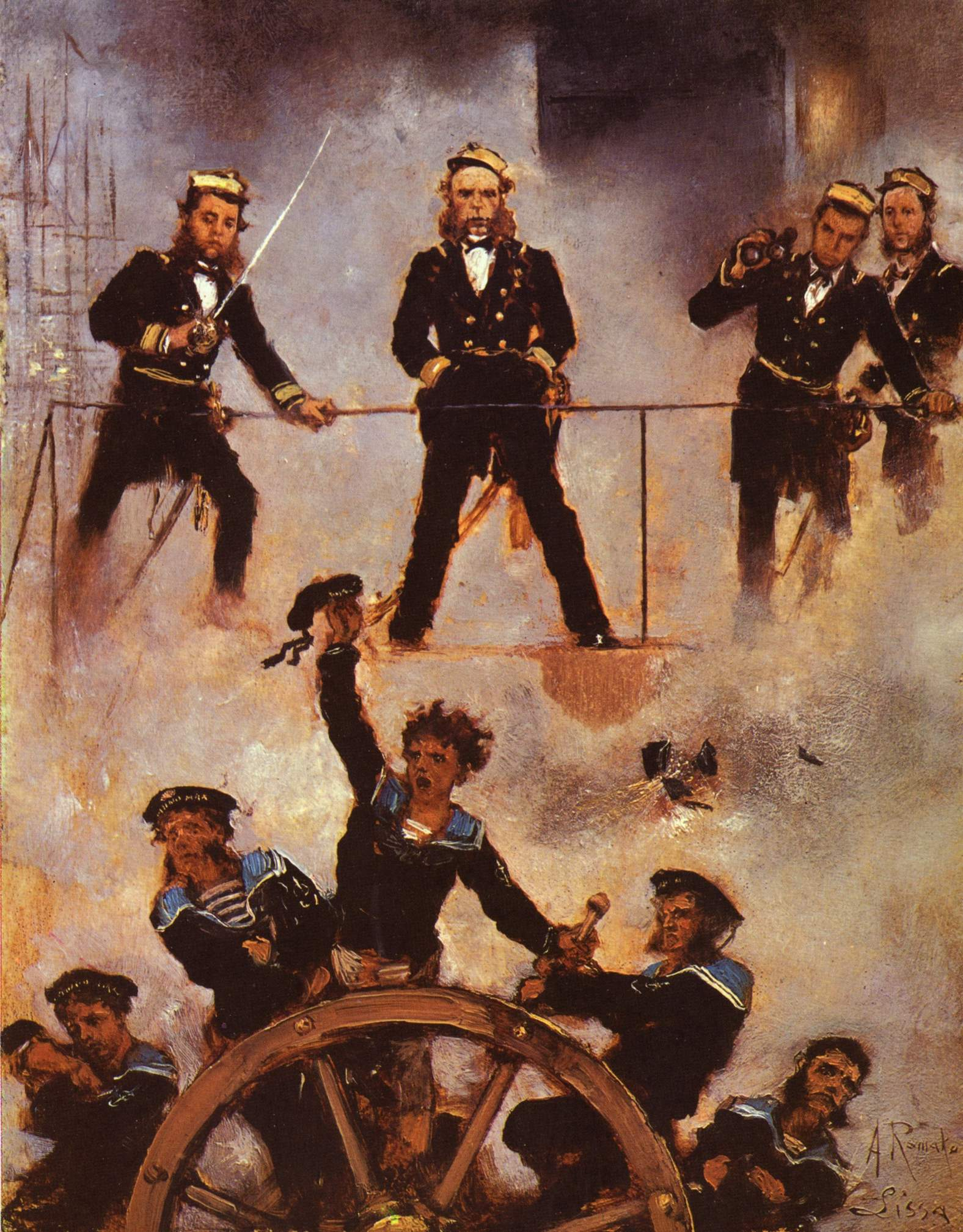
Антон Ромако, адмирал Тегеттхофф на корабле в битве при Лиссе (1878—1880, масло на холсте)

## Другие театры военных действий

### Адриатическое море
Персано продемонстрировал свою слабость, не отреагировав немедленно на появление 27 июня перед Анконой кораблей Тегетгоффа. Позднее утверждали, что моральный эффект от этого оскорбления нанесенного австрийцами превосходящим силам противника, был велик для обеих сторон. Тегетгофф послал яхту «Стадиум» (Stadium) для ведения разведки вражеского побережья, и определения факта наличия в море итальянского флота. Получив отрицательный ответ, Тегетгофф запросил у эрцгерцога Альберта позволения лично провести разведку. Разрешение было дано с задержкой, иначе Тегетгофф мог бы оказаться перед Анконой ещё до прибытия туда итальянского флота. Получив, наконец, разрешение, Тегетгофф подошел к Анконе с шестью броненосцами и несколькими деревянными кораблями, и обнаружил в ней весь итальянский флот. Некоторое время пробыв перед портом, вызывая итальянцев на бой. Те же медленно собирались под защитой береговых орудий. В конце концов Тегетгофф ушел восвояси, не добившись никакого материального результата — однако, одержав моральную победу. В письме своей знакомой, Эмме Луттерот (Emma Lutteroth), он отмечал, что «достигнутый успех…, не материальный, но моральный, не следует недооценивать».
Почему же Персано не поспешил с ответом на вызов Тегетгоффа? В частности, это было вызвано тем, что не все его корабли были готовы к выходу в море. На «Принчипе ди Кариньяно» устанавливали пушки с «Террибиле», на «Ре д’Италиа» и «Ре ди Портогалло» меняли начавший тлеть в бункерах уголь, «Анкона» и вовсе была в ремонте. Кроме того, на кораблях велись работы со шлюпками и катерами, что также не способствовало быстрейшему выходу кораблей в море. По словам Тегетгоффа, половина кораблей в гавани стояла под парами, что давало им возможность выйти в море навстречу австрийцам. Персано изо всех сил побуждал свои корабли выйти в море как можно скорее, и даже лично посетил корабли на своем катере (scout boat), но прежде чем флот построился в две колонны и приготовился к бою, прошла ещё пара часов. Из-за того, что корабли были разбросаны по всей гавани, им пришлось строиться в боевой порядок под защитой пушек Маунт Конеро — форта, прикрывающего вход в гавань — для дальнейших действий. Когда, наконец, эскадра была готова, Персано повел её на врага. Но австрийцы к тому времени уже отправились восвояси.
Причина ухода австрийской эскадры легко объяснима. Присутствие в Анконе вражеского флота стало неожиданностью для Тегтгоффа, который не хотел в тот момент завязывать бой. Ему вполне хватило того, что он преподнес сюрприз врагу и повредил маленький «Эсплораторе» (Esploratore), наблюдавший за австрийцами, и пустившийся наутек сразу, как по нему был открыт огонь. Правда, все повреждения ограничились лишь попадание нескольких осколков.
Морской министр, Агостино Депретис (Agostino Depretis), до определённого момента терпеливо ожидавший от Персано каких-либо действий, после действий прусской армии на Эльбе оказался в совершенно другом положении. Австрийцы предложили перемирие, и пообещали передать Венецию Наполеону III (с которым они достигли секретной договоренности 12 июня). Наполеон III позднее передал бы эту провинцию Италии, что позволило бы австрийцам сохранить лицо.
Депретис потребовал от Персано немедленных действий, которые показали бы миру, что Италия получила Венецию силой своего оружия. Вынужденный проявлять активность, Персано решил искать встречи с врагом в Адриатике. Он не мог более игнорировать многочисленные распоряжения министерства, требовавшие от него искать встречи с врагом, невзирая даже на неготовность своих кораблей. Приказ, вышедший 8 июля, требовал от него очистить море от австрийского флота, атаковав или заблокировав последний в Поле. Министр особо подчеркивал и настаивал на выполнении этого приказа.
В день получения приказа Персано вывел флот в море, но уже 13 июля вернулся обратно, что вызвало большое негодование итальянцев. Король и министры вынуждали адмирала немедленно предпринять активные действия против вражеских крепостей. Определённого плана использования флота составлено не было, и Персано решил атаковать о. Лиссу, о котором говорилось в приказе морского министра от 8 июля. Однако итальянский адмирал не имел ни карты острова, ни достоверных сведений о его береговой обороне.
Вторично эскадра Персано выступила 16 июля, на рассвете 18 июля итальянцы они уже были у Лиссы. Начались неспешные приготовления к высадке десанта.

### Северное и Балтийское моря
В Северном море и на Балтике прусский флот не столкнулся с какими-либо проблемами — поскольку австрийский флот был сосредоточен в Адриатике. Все, чем он обозначил своё присутствие — это оккупация береговых фортов выступавшего на стороне Австрии Ганновера. Это позволило Пруссии и её союзникам контролировать балтийское побережье от Мемеля до устья Эмса (Ems). В течение этой операции малый броненосец «Арминиус» и канонерки «Циклоп» (Cyclop) и «Тигр» (Tiger) помогли генералу фон Мантойфелю (von Manteuffel) и его 13500 солдатам переправиться на глазах у врага через Эльбу.'